# Serowe
Serowe – miasto we wschodniej Botswanie, ośrodek administracyjny Dystryktu Central. Około 47 tys. mieszkańców.